# Zumpango de Ocampo
Zumpango de Ocampo (en náhuatl, Tsompanko; en otomí, Ngudo) es una ciudad mexicana y la cabecera municipal de Zumpango, uno de los 125 municipios del Estado de México y es también la cabecera regional de la Región Zumpango, una subdivisión administrativa. Actualmente es un centro urbano importante del estado y según el censo del 2010 tiene una población total de 84039 habitantes.

## Toponimia
Zumpango es una composición hispana del vocablo del idioma náhuatl Tsompanko, que se compone de la expresión Tsompantli, cuya acepción es: ‘Hilera de Calaveras’, y -ko, que determina un lugar, sitio o espacio ocupado, por lo que significa: ‘Lugar del tzompantli’. Ocampo es un apellido retomado en honor a Melchor Ocampo.

## Geografía
El Gran Canal de Desagüe de Ciudad de México es un cuerpo de aguas servidas que desaguan las aguas de la capital del país hacia los ríos naturales del norte. Otros ríos que cruzan por la localidad son el Río Salado de Hueypoxtla y el Río de las Avenidas de Pachuca.
La cabecera se encuentra sobre una loma adyacente al Lago de Zumpango, al sur está las planicies del Valle de México, al norte las Lomas de España.
| Parámetros climáticos promedio de Zumpango de Ocampo | Parámetros climáticos promedio de Zumpango de Ocampo | Parámetros climáticos promedio de Zumpango de Ocampo | Parámetros climáticos promedio de Zumpango de Ocampo | Parámetros climáticos promedio de Zumpango de Ocampo | Parámetros climáticos promedio de Zumpango de Ocampo | Parámetros climáticos promedio de Zumpango de Ocampo | Parámetros climáticos promedio de Zumpango de Ocampo | Parámetros climáticos promedio de Zumpango de Ocampo | Parámetros climáticos promedio de Zumpango de Ocampo | Parámetros climáticos promedio de Zumpango de Ocampo | Parámetros climáticos promedio de Zumpango de Ocampo | Parámetros climáticos promedio de Zumpango de Ocampo | Parámetros climáticos promedio de Zumpango de Ocampo |
| Mes                                                  | Ene.                                                 | Feb.                                                 | Mar.                                                 | Abr.                                                 | May.                                                 | Jun.                                                 | Jul.                                                 | Ago.                                                 | Sep.                                                 | Oct.                                                 | Nov.                                                 | Dic.                                                 | Anual                                                |
| ---------------------------------------------------- | ---------------------------------------------------- | ---------------------------------------------------- | ---------------------------------------------------- | ---------------------------------------------------- | ---------------------------------------------------- | ---------------------------------------------------- | ---------------------------------------------------- | ---------------------------------------------------- | ---------------------------------------------------- | ---------------------------------------------------- | ---------------------------------------------------- | ---------------------------------------------------- | ---------------------------------------------------- |
| Temp. máx. media (°C)                                | 21                                                   | 23                                                   | 25                                                   | 26                                                   | 26                                                   | 24                                                   | 23                                                   | 23                                                   | 23                                                   | 22                                                   | 21                                                   | 22                                                   | 23                                                   |
| Temp. mín. media (°C)                                | 6                                                    | 7                                                    | 9                                                    | 11                                                   | 13                                                   | 13                                                   | 12                                                   | 12                                                   | 10                                                   | 10                                                   | 8                                                    | 3                                                    | 10                                                   |
| Precipitación total (mm)                             | 7                                                    | 6                                                    | 2                                                    | 21                                                   | 36                                                   | 96                                                   | 87                                                   | 95                                                   | 108                                                  | 76                                                   | 10                                                   | 6                                                    | 550                                                  |
| Fuente: 2005                                         |                                                      |                                                      |                                                      |                                                      |                                                      |                                                      |                                                      |                                                      |                                                      |                                                      |                                                      |                                                      |                                                      |

## Historia

### Época prehispánica
La cerámica Azteca II se encuentra solamente en la zona de Xaltocan y menos abundante, en los alrededores del pueblo actual de Zumpango. Las características de Azteca III (Tenochtitlán) y en ocasiones Azteca IV (Tlatelolco) son mayoría en los sitios Azteca, lo cual sugiere la posibilidad de la contemporaneidad entre el complejo Mazapán y el complejo Azteca I-II en el norte del Valle de México. Es de observarse que no posible obtener más información del periodo azteca en la región de Zumpango por encontrarse las evidencias debajo de pueblos modernos como es el caso de la ciudad de Zumpango. También es conocido por la laguna de zumpango
Un acontecimiento notable acaecido hacia 1216 es el hecho de que, cuando gobernaba Tochpanehecatl Huey Tlahtoani de Tzompanco, acogió con beneplácito al pueblo migratorio tenochca-mexica, quienes, agradecidos por sus bondades, ofrecieron en matrimonio a la bella doncella Tlacapatzin para su hijo Iluicaltl, de cuya unión surgió años después Acamapichtli, primer Huey Tlahtoani de la gran México Tenochtitlán.
Derrotados los Mexica-tenochcah se procedió a hispanizar a los pueblos de la gran Anáhuac. En Zumpango de la Laguna antecedente territorial del actual municipio de Zumpango quedaron sus tres cuartas partes en jurisdicción político-administrativa con sede en Cuautitlán; el resto, el lado noreste, en la jurisdicción del corregimiento de Zitlaltepec, pero esta situación duró hasta 1596 cuando Zumpango de la Laguna es asignado cabecera de Alcaldía Mayor, incorporándose a él, incluso, el pueblo de Zitlaltepec.

### Época colonial
En el aspecto religioso, Zumpango de la Laguna es promovido como cabeza de doctrina desde los primeros años de la hispanización, al iniciar la construcción del templo de la Purísima Concepción, se crea un programa de catequesis para los pueblos indígenas de la región y para los españoles establecidos en los alrededores.
En el caso de encomiendas, Cuautitlán, Xaltocan y Zumpango de la Laguna integraban una sola a favor del lugar teniente de Hernán Cortés, Alonso de Ávila, la cual perduró hasta el 3 de agosto de 1566 bajo la responsabilidad de Alonso de Ávila Alvarado, sobrino de Alonso de Ávila e hijo de Gil González de Ávila (Benavides) segundo encomendero.

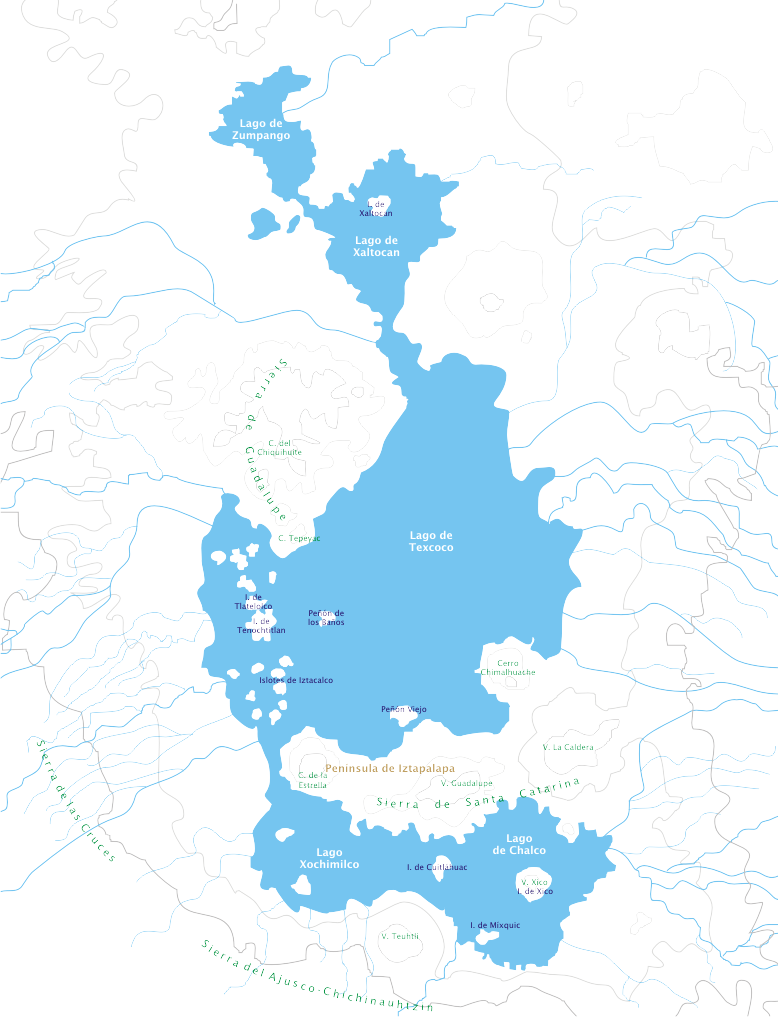
El lago de Texcoco.

Hacia 1604, Zumpango de la Laguna y su comarca experimentaron una marcada congregación, desapareciendo muchos sitios poblados, gente hispana invadió su territorio, grandes extensiones de tierra fueron agregadas por el oriente a la Hacienda de Santa Lucía, por el sur, a la Hacienda de Santa Inés, por el poniente la Hacienda de Xalpan, las tres jesuitas, además de otras extensiones amplias que se les adjudicaron a naturales de España. No obstante, Zumpango de la Laguna en 1711 contaba con una sabana (Laguna de Zumpango), un sitio de ganado y 28 caballerías de tierra, equivalentes a cerca de 157 km².
En 1698, el barrio de San Andrés Jaltenco, por solicitud de sus moradores a través de sus representantes es asignado pueblo con gobierno indígena propio y un territorio de 3.35 km², misma cantidad territorial que tiene actualmente la cabecera municipal de Jaltenco.

### SigloXIX

Restos del Puente San Pedro sobre las aguas del canal de desagüe.

Zumpango de la Laguna se constituye como municipio a partir del 31 de julio de 1820, a consecuencia de la puesta en práctica por segunda vez de la Constitución Española conocida con el nombre de Cádiz, la cual entre otras disposiciones procuró el establecimiento de Ayuntamientos Constitucionales, por consiguiente la creación territorial y política de municipios.
El 31 de julio de 1861, a través del decreto N.º 25 de la legislatura local, el Estado de México se dividió en Distritos, los partidos de Zumpango y Cuautitlán formaron el Distrito de Zumpango y se agregaron a este y al municipio del mismo nombre, los pueblos de Cuautlalpan, Xoloc, Reyes Acosac, Haciendas de San Juan de la Labor y de Santa Lucía. Así, en el mismo año, pero el 14 de noviembre según decreto número 45, el Congreso del Estado le confiere a la cabecera municipal de Zumpango el título de Villa con la denominación Villa de Zumpango de Victoria.
Importantes obras de ingeniería fueron desarrollados, durante el gobierno del expresidente de México, Porfirio Díaz, las cuales fueron inauguradas en el año 1900; tales como las canalizaciones de aguas de la Ciudad de México hasta la Laguna de Zumpango, las cajas de agua para drenaje del Túnel Profundo del Tajo de Tequixquiac, puentes de acero para conectar las localidades y complejos sistemas de bombeo de agua para el riego de la región.

### SigloXX
En 1942, republicanos españoles fueron ubicados en distintos puntos del país para su resguardo y protección, uno de estos lugares fue la fundación de la colonia Primero de Mayo que fue construida en Zumpango, Estado de México, donde los republicanos pudieran dedicarse al campo y a la producción de lácteos en varios ranchos del municipio.
Del Valle de México continuó ampliando su línea ferroviaria por el estado de Hidalgo aunque con altibajos, hasta que en 1942 dejó de operar y en 1945 se desmanteló todo el sistema. En 1946 las instalaciones de los talleres fueron trasformados en un inmueble que alojó una fábrica textil denominada «La Hortensia», S. A., así como también se abrió una ruta terrestre por camino de terracería, mismo por donde corría el ferrocarril para transitar por él una empresa de pocos camiones de pasajeros que pronto fracasó.

Campesinos republicanos españoles se establecieron en Zumpango, en 1942.

La laguna de Zumpango fue objeto de codicia por apropiarse de terreno de parte de grupos campesinos de Zumpango, San Pedro, San Juan Zitlaltepec y Teloyucan; la táctica era construir diques sobre la laguna para dejar terrenos vacantes.
Después de que se manifestara la codicia por parte de los diferentes pueblos, se llegó a la decisión de secarla, para sembrar en el terreno, posteriormente, observaron que la tierra no era muy fértil y se determinó volver a llenarla, actualmente el agua que tiene no es potable, y no existe fauna debido a la alta contaminación del agua, hasta hace unos años en ésta se podía encontrar acociles (o camarón de laguna), carpas, patos, garzas y uno que otro pelícano.

### SigloXXI
En el año 2019, el gobierno federal del presidente Andrés Manuel López Obrador, asignó a la Base Aérea de Santa Lucía, terrenos del municipio de Zumpango, como nuevo aeropuerto alterno de la Ciudad de México, llamado Aeropuerto Internacional Felipe Ángeles (AIFA). El Aeropuerto Internacional Benito Juárez y el Aeropuerto Internacional de Toluca formarían parte de una red aeroportuaria integral para las Zonas Metropolitanas de la Ciudad de México y de la Ciudad de Toluca.
El 31 de julio de 2020, el municipio de Zumpango celebró 200 años de su fundación como municipio, debido a las medidas impuestas por el gobierno federal y estatal, ante la propagación del COVID-19, se realizó una ceremonia sencilla en presencia de las autoridades del ayuntamiento y algunos invitados especiales; el ayuntamiento elaboró algunos videos educativos sobre el bicentenario del municipio para toda la población; ya que no se permitió reuniones o festejos masivos por la contingencia de dicha enfermedad.

## Gobierno y divisiones administrativas
Zumpango de Ocampo, es una ciudad y cabecera municipal del municipio de Zumpango. La localidad está dividida en barrios y colonias.
- Barrio de Santiago (dividido en dos secciones)
- Barrio de San Juan
- Barrio de San Marcos
- Barrio de San Miguel
- Barrio de Santa María
- Barrio de San Lorenzo
- Barrio de San Pedro de la Laguna

## Transporte

Aeropuerto Internacional Felipe Ángeles.

En la ciudad de Zumpango de Ocampo se encuentran las instalaciones del nuevo Aeropuerto Internacional Felipe Ángeles, que está a 30 minutos del centro de la ciudad mexiquense, y fue inaugurado el 21 de marzo de 2022.
El aeropuerto se ubicada a tan solo 8  km de distancia, es el aeropuerto internacional más cercano, está dentro del territorio municipal; el cual, junto con el AICM y el Aeropuerto Internacional Adolfo López Mateos de Toluca, forman parte de una red aeroportuaria integral de la zona metropolitana de la Ciudad de México, convirtiéndose en la terminal aérea más importante del Estado de México.
Por extensión territorial, es el aeropuerto más grande del Estado de México y el tercer aeropuerto más grande del país (detrás del Aeropuerto Internacional de la Ciudad de México y el Aeropuerto Internacional de Cancún). Mantiene conexiones con las principales ciudades del país y los principales centros turísticos tales como; Monterrey, Guadalajara, Tijuana, Cancún, Mérida, Puerto Vallarta y Villahermosa. Actualmente solo recibe vuelos internacionales de la ciudad de Caracas, siendo la primera aerolínea extranjera que decidió operar en esta terminal desde su inauguración.

## Economía

Fábricas de Francia Zumpango, inaugurado en noviembre de 2015.

La ciudad de Zumpango de Ocampo actualmente ha tenido un importante crecimiento económico dentro del comercio, se han establecido en la ciudad numerosos centros comerciales, algunos con almacenes departamentales y otros con tiendas de autoservicio.
El mercado municipal es el mayor centro de abastecimiento comercial de la Región Zumpango, allí se encuentra todo tipo de mercaderías y artículos domésticos, los días viernes se lleva a cabo el tianguis o mercado ambulante, gente de la región se concentra para vender sus productos locales.
La industria ha sido otra de las actividades importantes de la ciudad desde el porfiriato, actualmente cuenta con un polígono industrial la ciudad y es base importante de la generación de empleos en la región.

### Pirotecnia
Zumpango es considerado productor de fuegos artificiales, junto con el Municipio de Tultepec y Chicoloapan, entre otros, dentro del Estado de México, siendo Tultepec el mayor productor del país. En la orilla de la Lago de Zumpango hay puestos relativamente pequeños de cohetes y artificios pirotécnicos, siendo un atractivo del lugar donde también se venden artesanías y comida, y se provee servicio de lanchas para recorrer el lago, y hotel de hospedaje.

## Turismo

Centro Histórico de Zumpango.

La ciudad de Zumpango de Ocampo es una localidad que recientemente se ha integrado a la dinámica económica del turismo, tratando de explotar sus recursos patrimoniales de gran antigüedad, así como sus paisajes naturales donde se han realizado eventos deportivos de gran importancia. La industria turística ha obligado a la ciudad, incursionar en la construcción de hoteles económicos, restaurantes y bares, centros comerciales para la estancia de visitantes nacionales y extranjeros.
Se puede hacer visita en Esferas Zumpango, una fábrica de esferas navideñas donde se puede hacer un recorrido sobre cómo se elaboran las esferas de vidrio soplado totalmente artesanal: se puede ver todo el proceso, desde la fundición del vidrio hasta la terminación de las esferas.
La ciudad de Zumpango de Ocampo cuenta con tres atractivos principales, la primera es el Centro Histórico de Zumpango, un lugar que conserva innumerables inmuebles del periodo colonial y del periodo republicano, tales como la parroquia y capillas, los edificios civiles como palacio municipal, escuelas, fábricas textiles, viviendas y el hospital civil; la segunda atracción es el Lago de Zumpango, un el vestigio del antiguo lago de Texcoco de la Gran Tenochtitlán, allí donde los mexicas llevaban a sus muertos, en las riberas con el pueblo de San Juan Zitlaltepec, el lago tiene muchas leyendas que parten desde tiempos prehispánicos; y la tercera atracción son sus centros comerciales y parques urbanos, creados en la última década al designarla como Ciudad Bicentenario.
El la orilla del lago, es considerado uno de los mayores atractivos turísticos del municipio, pues ahí se considera que se puede pasar un fin de semana agradable y olvidarse del ajetreo de la metrópoli, ya que tienen servicio de lanchas, venta de juguetería pirotécnica, artesanías, comida y una posada familiar llamada «La Laguna», donde se puede hospedar y tiene servicio de habitaciones y alberca.

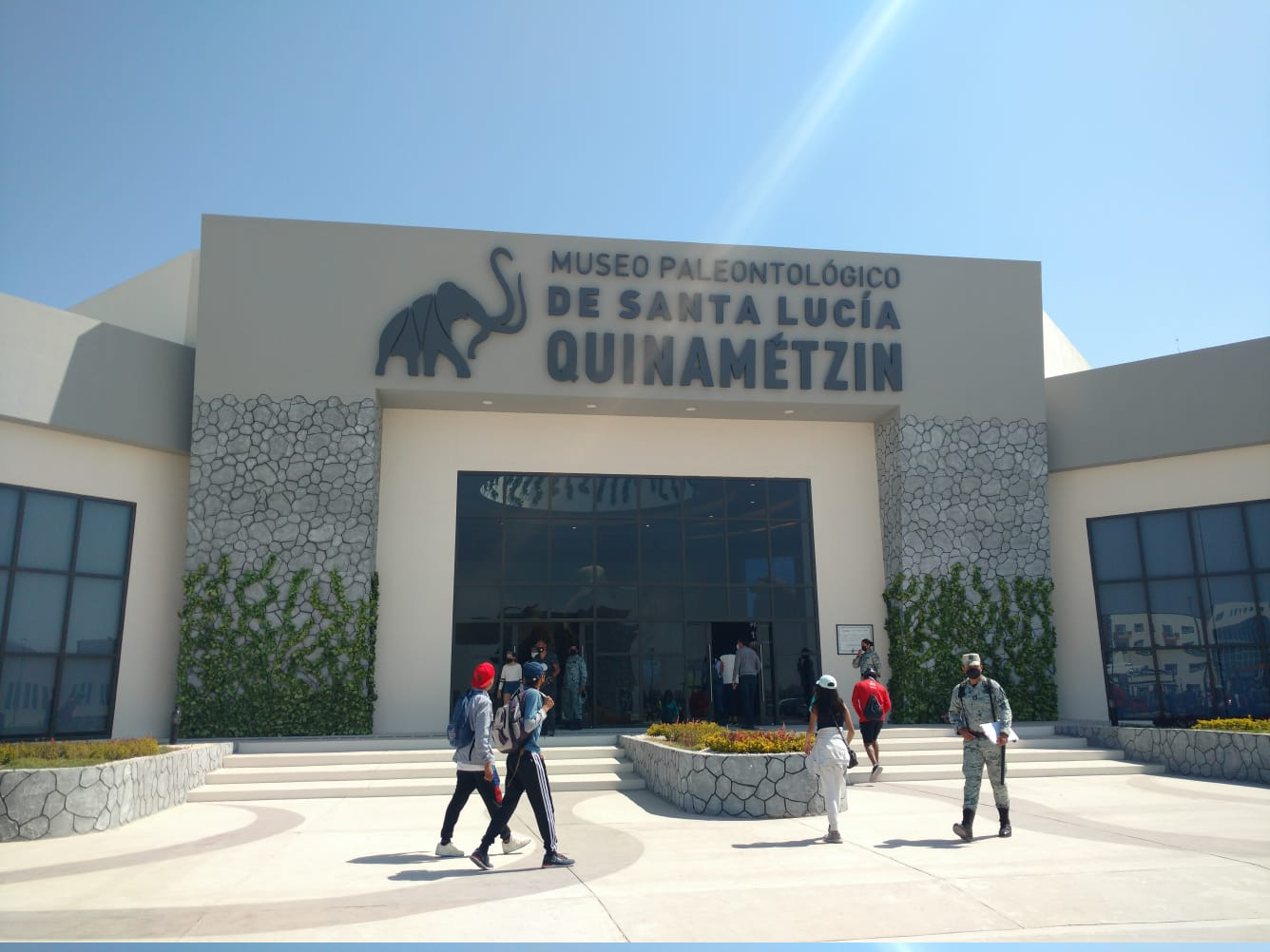
Acceso principal al Museo Paleontológico de Santa Lucía Quinametzin.

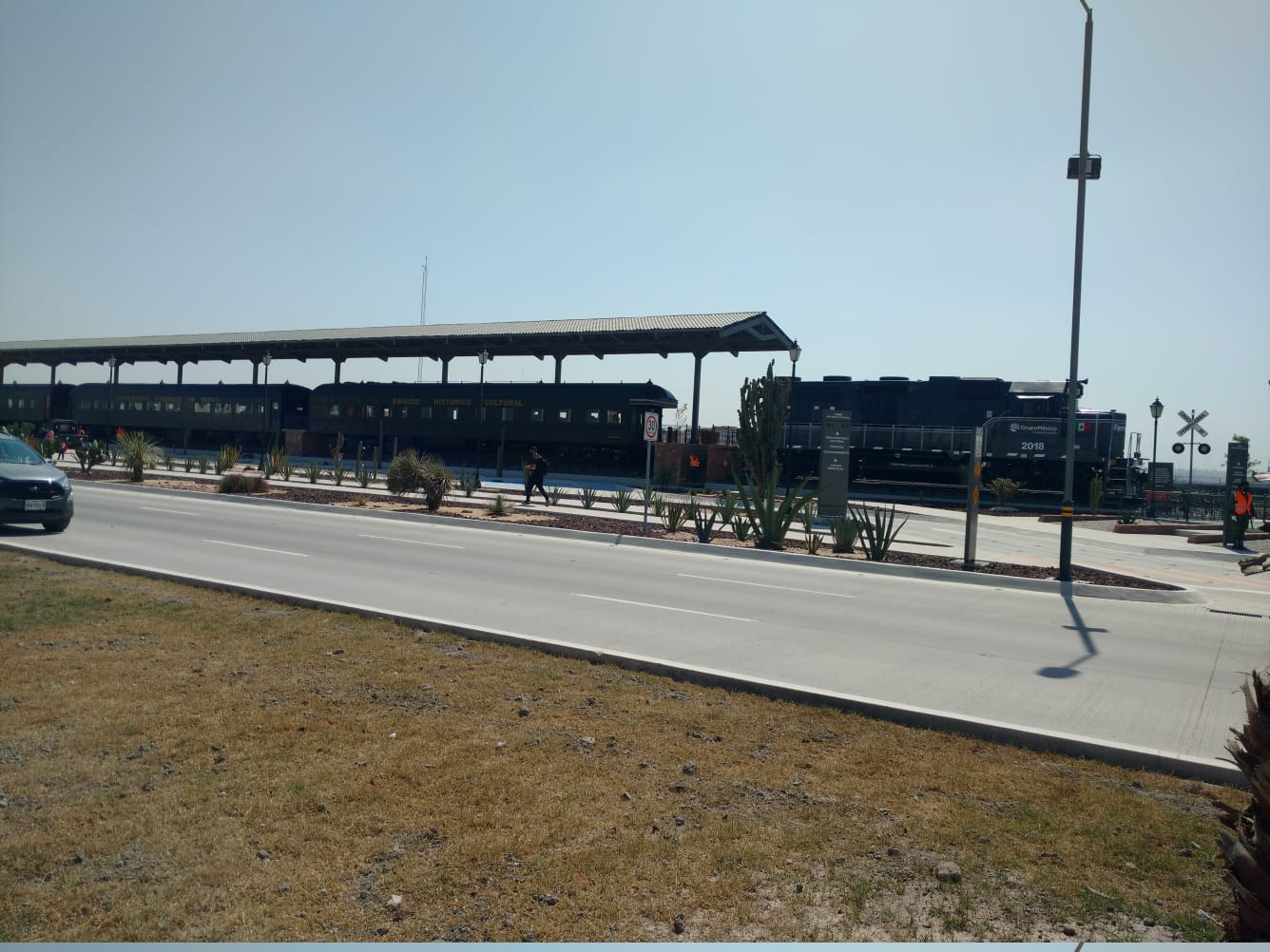
Tren presidencial Olivo en el AIFA.

Museo del Mamut en el Aeropuerto Internacional Felipe Ángeles (AIFA) de Santa Lucía.
En 2020, el Instituto Nacional de Antropología e Historia (INAH) reportó el hallazgo de lo que en su momento denominó «un cementerio de megafauna», por la presencia de huesos de al menos 70 ejemplares de mamut en el predio de Santa Lucía y de algunos restos óseos humanos que datan del año 400 d. C.
Actualmente, luego de las labores de salvamento en un área de exploración de 23 km² entre 2019 y 2021, coordinadas por el INAH y la Secretaría de la Defensa Nacional (Sedena), se estima que en total se han acumulado 25 000 restos óseos, los cuales pertenecen a más de 300 mamuts, a humanos, y otro tipo de animales como camellos y caballos.
El Museo del Mamut, construido por la Sedena, ocupará un área de 7328 m², con 4166 m² de construcción, y será uno de los tres museos con los que cuente la nueva terminal aérea, inaugurada el 21 de marzo de 2022, junto con un museo de la Fuerza Aérea Mexicana y otro más dedicado a los ferrocarriles.
De acuerdo con la hipótesis del doctor Salvador Pulido Méndez, director de Salvamento Arqueológico del INAH, estos hallazgos se registraron en antiguas isletas que sobresalían en el gran complejo de lagos de Texcoco, concretamente en el lago Xaltocan, que fueron pobladas por distintos pueblos prehispánicos y que hace más de 10 000 años formaban parte del nicho ecológico de mamuts y mastodontes.
Tenemos el hallazgo de osamentas de fauna pleistocénica, concretamente mamuts o mastodontes, tentativamente ocho ejemplares en cuatro localidades. Por asociación con las piezas encontradas recientemente en Tultepec, se calcula que los restos de estos animales datan de 14 000 años, reveló el arqueólogo a este diario en una entrevista en enero de 2020.

### Lugares de interés

#### Parroquia de la Inmaculada Concepción
Es el templo católico de mayor jerarquía en Zumpango de Ocampo. Ha pertenecido desde siempre a la Diócesis de Cuautitlán, en el estado de México. Esta iglesia se encuentra en la cabecera municipal, junto a la plaza principal o zócalo. Cuenta con una arquitectura monumental plateresca y barroca, resalta por su torre del campanario, su interior resguarda numerosas obras de arte escultórica y pictórica.

Cajas de Desagüe del Gran Canal.

#### Cajas del Desagüe del Gran Canal de la Ciudad de México
Durante el porfiriato, se destaca la terminación de los túneles que desaguan la cuenca del Valle de México a causa de las graves inundaciones acaecidas desde épocas remotas. El proyecto fue del ingeniero Francisco Garay (director general del Desagüe del Valle de México en 1865 nombrado por Maximiliano de Habsburgo). La arquitectura neoclásica fue construida en los lumbreras y cuartos de máquinas de los desagües de dicho túnel, la obra fue inaugurada en 1900 por el mismo presidente del país, que en esa época era don Porfirio Díaz.

#### Palacio Municipal de Zumpango
El Palacio Municipal de Zumpango, es una edificio civil donde se encuentra la sede del gobierno municipal, fue construido a partir de 1860 por un fideicomiso del gobierno del estado cuando la ciudad recibió el título de Zumpango de la Victoria. La importancia del edificio no solamente destaca por su arquitectura neo-colonial también porque hay vestigios de antiguas construcciones.

#### Fábrica textil la Hortensia
La fábrica textil de la Hortensia era un edificio industrial que estaba conectada por vía férrea con la Ciudad de México. Es una de las mayores estructuras metálicas con muros de adobe y tabique que subsisten en la ciudad, su arquitectura es neo-clásica y destaca por sus grandes claros de naves industriales.

## Cultura

### Mitos y leyendas

Lago de Zumpango, lugar mítico.

#### La Llorona
Se dice que el pueblo de Zumpango, Cihuacóatl vio morir a sus hijos durante la conquista de Tenochtitlán, el alma de esta mujer penaba por sobre las riveras del Lago de Zumpango, gritando y gimiendo por la muerte de sus hijos caídos; los españoles establecidos en el pueblo se espantaban cuando navegaban por las aguas del lago ya que escuchaban los horrendo gemidos de la Llorona o Chocani, el espíritu de una mujer vestida de blanco que pena en los caminos y las riveras del lago.

#### La Sirena
Se dice que dentro del lago de Zumpango hay una sirena, también conocida como la Cihuamichtli, una hermosa mujer que tiene cola de pescado o de serpiente y que vive bajo las aguas del lago, según los lugareños como los lancheros y pescadores de San Pedro, dicen que esta mujer vuelca las lanchas o barcas y ahoga a los hombres, los jala hacia las profundidades del lago.